# 尾蟾
尾蟾科只有兩種，直到2001年，這個科以下被認為只有一屬一種。然而Nielson, Lohman, 和 Sullivan在這年將落基山亚种提升為種。分布於北美西部，有分海岸種和山地種。
尾蟾科的雄性具有看起來像尾巴的構造。是少數行體內受精的無尾目動物。是較原始的蛙類。小型，通常小於5公分。

## 生态
尾蟾一般生活在石底快流的冷水溪中。一般活动在水中，但成熟尾蟾在凉快潮湿时候也可能上岸觅食。交配期是五月到九月间，卵一串一串的挂在石头下。孵出来的蝌蚪要一到四年才成熟。

## 種類
共有2種：
- A. montanus Mittleman and Myers, 1949
- 尾蟾 - A. truei Stejneger, 1899